# 栫ノ原遺跡
座標: 北緯31度25分18秒 東経130度19分51秒 / 北緯31.42167度 東経130.33083度
栫ノ原遺跡（かこいのはらいせき）は、鹿児島県南さつま市加世田村原にある複合遺跡。1997年（平成9年）3月11日、国の史跡に指定された。

## 概要
栫ノ原遺跡は、南さつま市加世田地区の万之瀬川（まのせがわ）と加世田川の合流点の西側、標高30メートルほどの独立丘陵に位置する。学校建設にともない、1975年（昭和50年）に遺跡地の南部で確認調査が実施され、1977年（昭和52年）に本格的調査が実施された。その後、1989年（平成元年）から1993年（平成5年）にかけて、台地全体21,600平方メートルの調査が行われた。その結果、本遺跡は後期旧石器時代から中世に至る各時代の遺構が存在する複合遺跡であることがわかった。中世には当地に尾守ヶ城が築かれ、その関係の遺構も検出されているが、もっとも注目されるのは縄文時代草創期の遺構・遺物である。
本遺跡では、縄文草創期に相当するⅥa/b層、縄文早期に相当するVa層、縄文前期から晩期に相当するⅢa層、及び弥生時代から中世に相当するⅡ層の4つの遺物包含層が確認されている。このほか、Ⅵ層の下層からは若干の旧石器時代の遺物が出土している。

## 南九州における縄文草創期
南九州地方では、縄文時代草創期の遺跡が数十か所確認されている。この地方では、日本の他の地域に先駆けて、旧石器時代の冷涼で乾燥した気候から温暖湿潤な縄文時代の気候への変動が進んだと考えられており、縄文草創期の遺跡についても他地域とは異なった様相がみられる。鹿児島地方では、桜島を噴出元とする約11,500年前の薩摩火山灰層が年代決定のための鍵層となっており、この層の直下の層で、旧石器時代から縄文草創期への移行がみられる。
遺跡から検出される花粉の分析結果によれば、縄文草創期には照葉樹林が出現し、気候が温暖化していたことがうかがわれる。栫ノ原遺跡では、花粉や炭化物の分析から、コナラ科、クスノキ科、ススキ属、クマザサ属が検出されている 。
南九州地方の縄文草創期遺跡では、堅果類を磨り潰して粉にするための磨石と石皿、イネ科植物の伐採や除草に用いられた打製石斧などが多くみられることから、植物性食料への依存度が高く、それが定住化につながったとの見方がある。一方で、磨石、石皿等の石器の種別分類には再考の余地があり、南九州地方では他の地方に先がけて植物資源の高度利用が進んでいたとの説に対して疑問を呈する研究者もいる。

## 遺構
縄文草創期のⅥa/b層では集石遺構22基、配石炉4基、煙道付炉穴8基が検出されている。集石遺構は他の多くの遺跡でも確認されているもので、拳大の礫を数十個ほど配置したものである。この種遺構では、礫は炎熱によって黒化ないし赤化しており、炭化物が伴出するのが常で、火による調理を行った遺構と考えられている。
配石炉は、地面を掘り窪め、板状の石を垂直ないし斜めに並べたもので、通常の炉とは用途が異なるとみられるが、正確なことは不明である。配石炉は、本遺跡以外では、鹿児島市の掃除山遺跡などでみられる。
煙道付炉穴と呼ばれるものは、長楕円形の大型土壙と円形の小型土壙の組み合わせからなる遺構で、両者はトンネル（煙道）で繋がれている。本遺跡では、同種の遺構が8基検出されたうちの1基が発掘され、煙道の高さは8センチ、長さは推定85センチである。この種の遺構は、その形態からみて、通常の炉や竈ではない。用途については燻製用の施設とする説があるが、なお検討を要する。本遺跡では、土壙内にイノシシ類と思われる動物性の脂肪酸が検出されており、燻製用施設との見方を補強するものとなっている。

## 遺物
縄文草創期の遺物としては、隆帯文土器が細かい破片も含めて2,000点以上出土している。草創期の石器類は、発掘調査報告書の分類では、石鏃8点、磨製石斧（局部磨製石斧を含む）16点、打製石斧3点、扁平打製石斧29点、磨石・敲石・凹石類15点、石皿8点、砥石3点、ハンマーストーン8点、パンチ6点、礫器10点、背部二次加工素刃石器28点、ピエス・エスキエ（楔形石器）7点、スクレーパー類157点、石核5点、軽石製品（人面石偶）1点、細石刃関連資料8点とされている。
背部二次加工素刃石器は、「鎌形剥片石器」と呼ぶ場合もあるが、両者は同じものとみなされている。熊本大学の小畑弘己は、背部二次加工素刃石器と呼ばれているものは、石鏃や石斧の製作過程で生じた調整剥片を二次的に利用したものであって、独立した石器種別ではないとし、ピエス・エスキエやスクレーパーにも、加工痕のない単なる調整剥片を誤認したものが含まれているとする。また小畑は、従来「磨石」とされているものには石器製作の道具であるハンマーストーンが、「石皿」とされているものには砥石や作業台が含まれているとし、鎌形剥片石器や磨石・石皿の出土をもって、南九州の草創期遺跡における植物資源利用の発達を説くことに疑問を呈した。
磨製石斧には、断面が円形で刃部が丸ノミ型の個体が含まれ、栫ノ原型石斧と呼ばれている。この種の石斧は縄文草創期から早期に特徴的にみられるもので、丸木舟造りに使用されたものとする説もある。この種の石斧は東南アジアや南中国にも分布するが、これらの地方から伝播したものであるかどうかは定かでない。
栫ノ原遺跡などにみられる集石遺構、配石炉、煙道付炉穴の存在に加え、縄文草創期の貯蔵穴から炭化した堅果類が多量に見つかった例（志布志市東黒土田遺跡）、草創期の石器のなかに製粉に使用した磨石・石皿が多くみられることなどから、南九州では草創期にすでに定住化が確立していたとする説もある。ただし、南九州の草創期遺跡で確認された住居跡は、鹿児島市の掃除山遺跡の竪穴建物跡2軒のみであり、この時期に定住化が確立したと断ずるには、なお資料が不足している。